# (37095) 2000 UR89
2000 UR89 (asteroide 37095) é um asteroide da cintura principal. Possui uma excentricidade de 0.05566330 e uma inclinação de 3.13230º.
Este asteroide foi descoberto no dia 31 de outubro de 2000 por LINEAR em Socorro.